# 加兰·E·艾伦
加兰·E·艾伦（英語：Garland Edward Allen III，1936年2月13日—）是一位美国的历史学家和传记作者，主要研究遗传学、优生学和进化史
，主要作品有《摩尔根——遗传学的冒险者》（Thomas Hunt Morgan: The Man and his Science）等。